# Cantone di Pontaumur
Il Cantone di Pontaumur era una divisione amministrativa dell'arrondissement di Riom.
È stato soppresso a seguito della riforma complessiva dei cantoni del 2014, che è entrata in vigore con le elezioni dipartimentali del 2015.
Comprendeva i comuni di
- La Celle
- Combrailles
- Condat-en-Combraille
- Fernoël
- Giat
- Landogne
- Miremont
- Montel-de-Gelat
- Pontaumur
- Puy-Saint-Gulmier
- Saint-Avit
- Saint-Étienne-des-Champs
- Saint-Hilaire-les-Monges
- Tralaigues
- Villosanges
- Voingt